# Костромские губернские ведомости
«Костромски́е губе́рнские ве́домости» — официальная газета Костромской губернии, издававшаяся в Костроме при губернском правлении с 1838 года по 1917 год. Долгое время оставалась единственным периодическим изданием в губернии.

## История
Газета была учреждена в 1838 году в рамках создания сети губернских ведомостей в Российской империи, что было предусмотрено «Положением о порядке производства дел в губернских правлениях» 1837 года. «Костромские губернские ведомости» выходили регулярно до 1 марта 1917 года. До 1885 года, когда начался выпуск «Костромских епархиальных ведомостей», являлась единственной газетой в Костроме.
Первоначально, с 1838 по 1844 год, газета состояла из двух частей: официальной и неофициальной (называемой «Прибавления»). С 1845 года структура изменилась: издание стало делиться на общий и местный отделы, причём местный отдел сохранил деление на официальную и неофициальную части.
Периодичность выпуска также менялась: с 1838 по 1893 год газета выходила еженедельно, а с 1894 года — два раза в неделю.

## Содержание

### Официальная часть
В официальной части публиковались указы и постановления правительства, распоряжения местного губернского начальства. Также здесь размещались объявления казённых учреждений: о розыске лиц (в том числе беглых крестьян), о продаже и аренде имений, о взыскании податей и недоимок, о вызове желающих на торги и подряды, и другая информация официального характера.

### Неофициальная часть («Прибавления»)
Неофициальная часть, часто именуемая «Прибавлениями», содержала материалы по местной истории, экономике, географии, этнографии и культуре Костромского края. В ней публиковались статистические сведения, фольклорные записи, метеорологические наблюдения, списки лиц, прибывших в Кострому и выбывших из неё. Качество материалов неофициальной части во многом определялось её редакторами и сотрудниками, среди которых были образованные люди, краеведы, писатели, а также политические ссыльные. Эта часть газеты представляет особую ценность для исследователей.

## Редакторы неофициальной части
В разные годы неофициальную часть газеты редактировали:
- 1851 — Бологовский С. Н.
- 1852—1853 — Крузе Н. Ф.
- 1854—1855 — Иванов А. В.
- 1855—1857 — Чистяков К. И.
- 1858—1859 — Андроников П. И.
- 1862—1863 — Андроников П. И.
- 1864—1866 — Дозе Ф. И.[5]
- 1871—1899 — Пирогов В. Г.
- 1899 — Сергиевский.[6]

## Значимые сотрудники

### Фёдор Иванович Дозе
Фёдор Иванович Дозе (1831—?) — писатель, педагог, редактор неофициальной части газеты в 1864—1866 годах. Родился в Вологде в семье учителя немецкого языка. Окончил историко-филологический факультет Санкт-Петербургского университета. Преподавал русский язык и словесность в Олонецкой губернской гимназии (Петрозаводск), где также редактировал неофициальную часть «Олонецких губернских ведомостей» (1855—1857).
В 1861 году участвовал в организации помощи студентам, пострадавшим во время университетских волнений. В 1862 году был арестован по обвинению в антиправительственной деятельности и выслан под надзор полиции в Кострому с запретом на преподавательскую работу. В Костроме, помимо редакторской работы в «Костромских губернских ведомостях», являлся действительным членом Костромского губернского статистического комитета (с 1863 года) и смотрителем губернской типографии (1871—1879).

## Значение
«Костромские губернские ведомости», как и другие подобные издания, находились под предварительной цензурой, осуществлявшейся, как правило, местной администрацией. Это придавало официальной части газеты сухой, формальный характер. Тем не менее, для современных историков и исследователей материалы газеты, включая официальные сообщения и статистические данные, представляют значительную ценность как исторический источник, отражающий различные аспекты жизни Костромской губернии XIX — начала XX веков. Особую важность имеет неофициальная часть («Прибавления»), содержащая богатый материал по истории, экономике, географии, статистике, этнографии и культуре края. Доступ к полным комплектам газеты был затруднён уже в начале XX века, что повышает значение сохранившихся экземпляров и составленных к ним указателей.

## Указатели содержания
Для облегчения работы исследователей с богатым материалом неофициальной части газеты были предприняты попытки его систематизации. В 1914 году Костромской Губернской Ученой Архивной Комиссией был издан труд Н. Н. Виноградова «Хронологический и систематический указатель къ неофициальной части „Костромскихъ Губернскихъ вѣдомостей“». Первая часть этого указателя охватывала период с 1838 по 1850 год. Издание указателя было предпринято в связи с 75-летием газеты (1913) и сложностью доступа исследователей к полным комплектам оригинального издания.